# Linnermühle

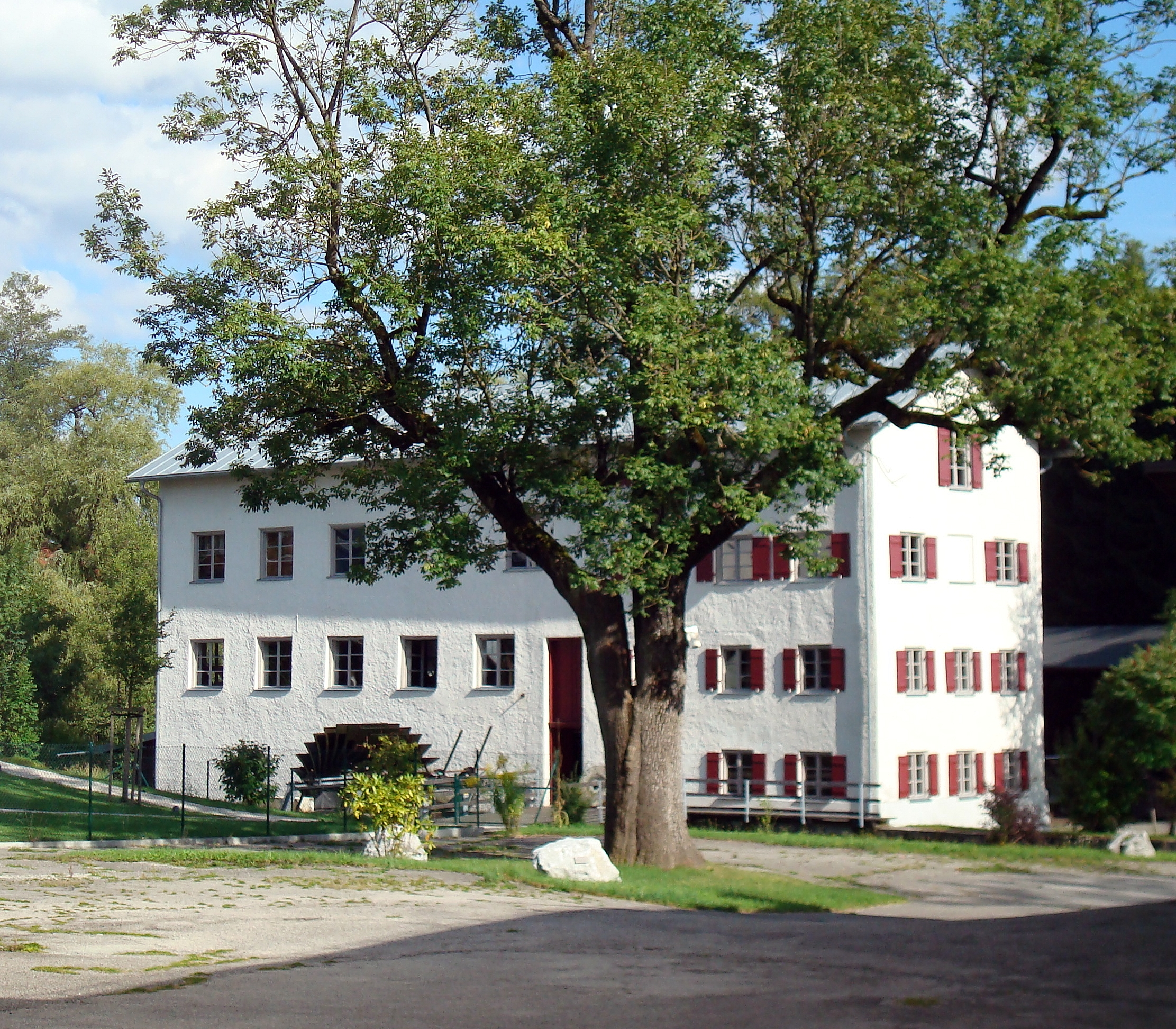
Linnermühle in Krailling

Die Linnermühle in Krailling, einer Gemeinde im oberbayerischen Landkreis Starnberg, wurde 1892 errichtet. Die ehemalige Getreidemühle, bis heute im Besitz der Familie Linner, an der Margarethenstraße 55 ist ein geschütztes Baudenkmal.

## Beschreibung
Der dreigeschossige Satteldachbau wurde unter Verwendung von Teilen der Vorgängermühle auf dem Gelände des abgegangenen Hofmarkschlosses Krailling errichtet. Der Bau gliedert sich in einen Wohn- und einen Mühlenteil.
Zu der mit technischer Ausstattung erhaltenen Mühle, die bis 1975 in Betrieb war, gehören zwei hölzerne Schaufelmühlräder und Wehre. Der Mühlkanal, der von der Würm gespeist wird, ist noch erhalten und wird zur Stromgewinnung genutzt. Das Gebäude wird heute für Trauungen, Konzerte und andere kulturelle Veranstaltungen genutzt und der Mühlbetrieb wird zu besonderen Anlässen vorgeführt.
Augustin Linner erhielt im Jahr 2010 die Denkmalschutzmedaille des Freistaates Bayern für die vorbildliche Renovierung des Baudenkmals.